# ヴァシリウカ
ヴァシリウカ（ウクライナ語: Василівка, 発音 [wɐˈsɪ.l⁽ʲ⁾iu̯.kɐ] ( 音声ファイル); ロシア語: Васильевка）は、ウクライナ南部ザポリージャ州の都市。ヴァシリウカ地区の行政中心地で、ドニプロ川のカホフカ貯水池ほとりにある。2021年の調査では人口は12,771人。

## 歴史
1740年代にはザポロージャコサックの宿営地があったが、1788年にエカチェリーナ2世がロシア帝国将軍バジリ・ポポフスキ（ロシア名ヴァシーリー・ポポフ）にこの土地の所領を認め、その荘園は領主のロシア名からヴァシリウカと呼ばれるようになった。ポポフ将軍の孫は同地にポポフ城（Popov Manor House）を築いた。1925年にはアントン・マカレンコもこのポポフ邸を訪れている。
1989年1月のソ連国勢調査によれば人口は16,325人、2013年1月の調査では人口は13,996人であった。
2022年3月7日、ロシアのウクライナ侵攻によって町はロシア軍に占領された。

## 景観画像

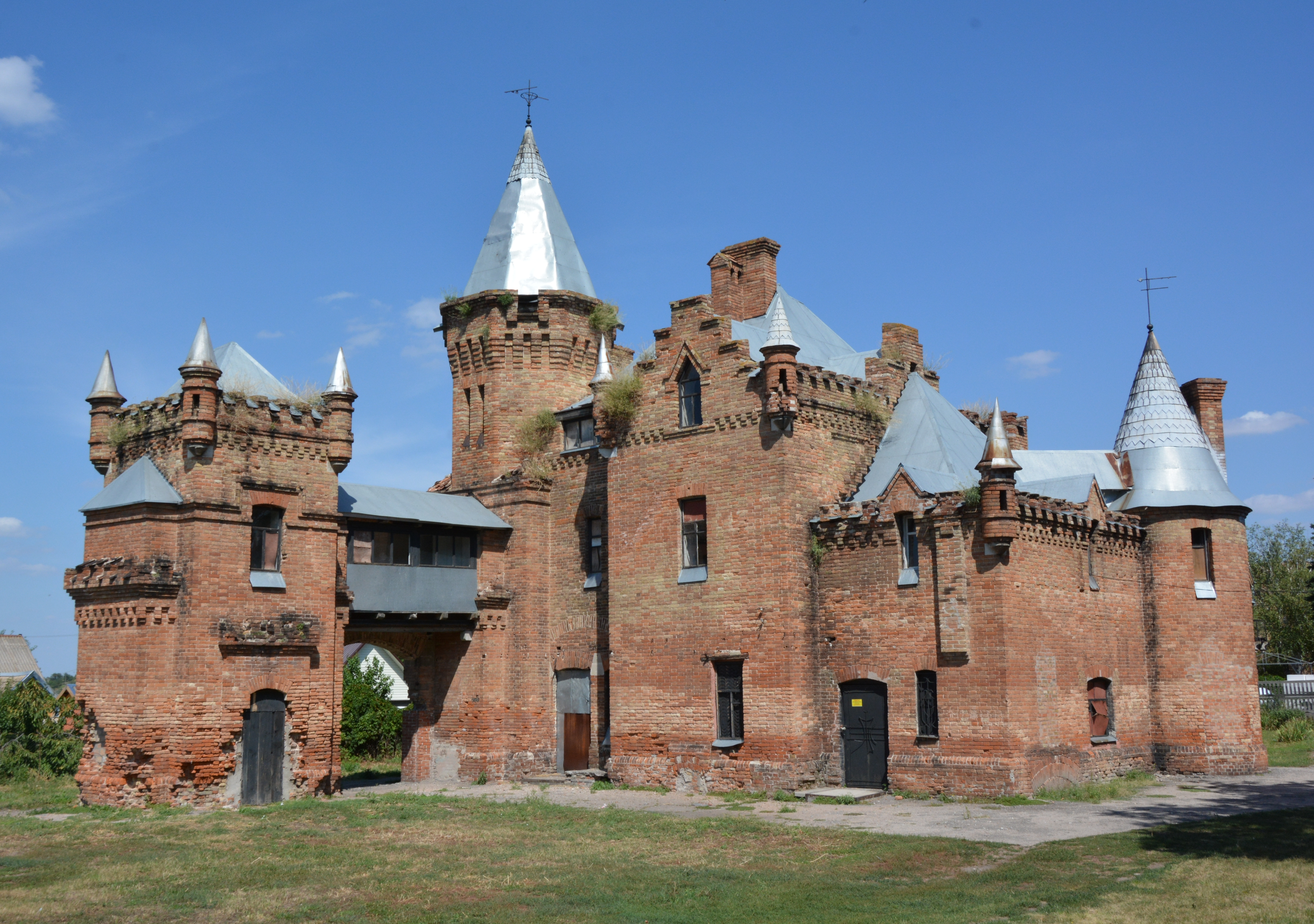
ポポフ城（背後から）
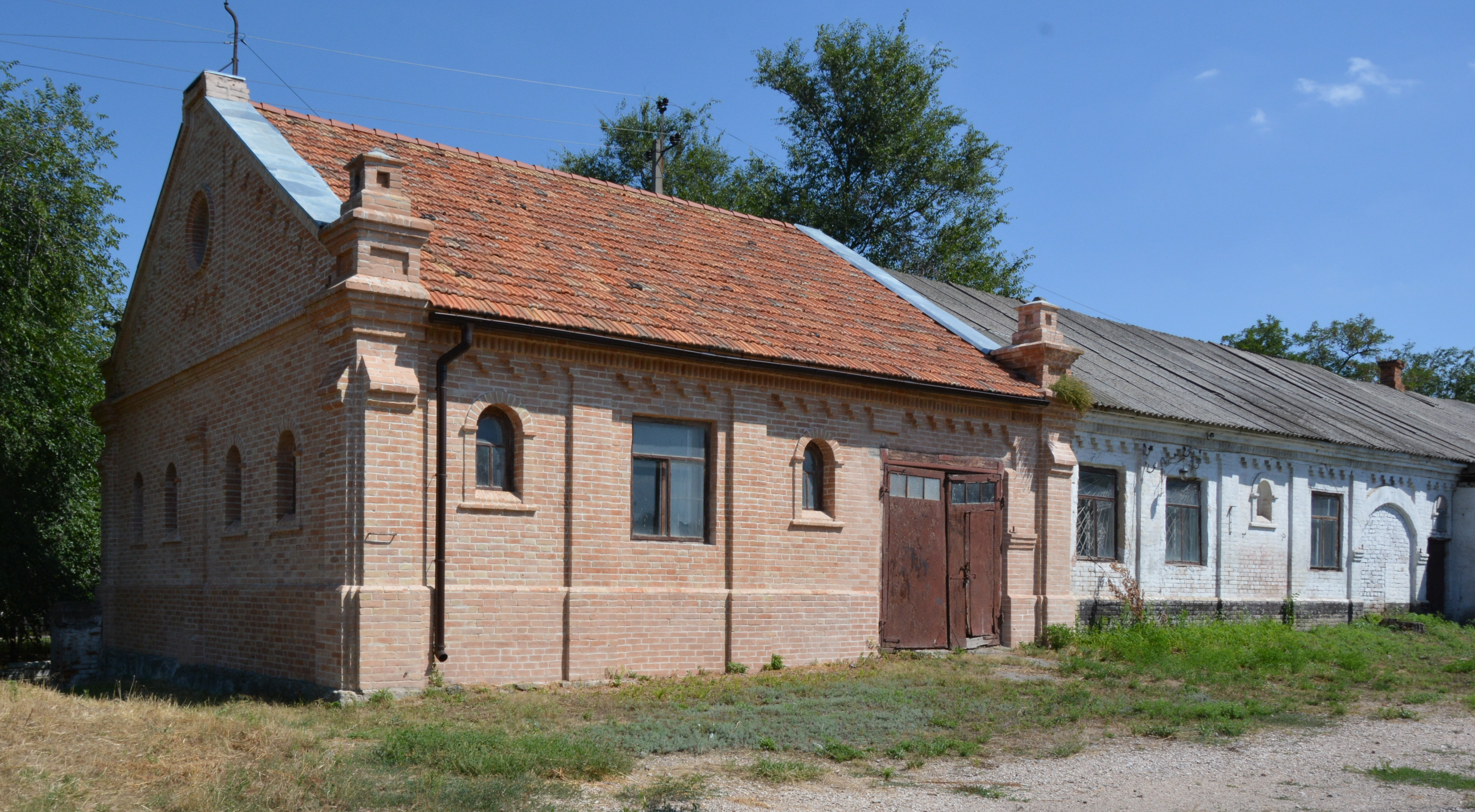
ヴァシリウカ旧市街
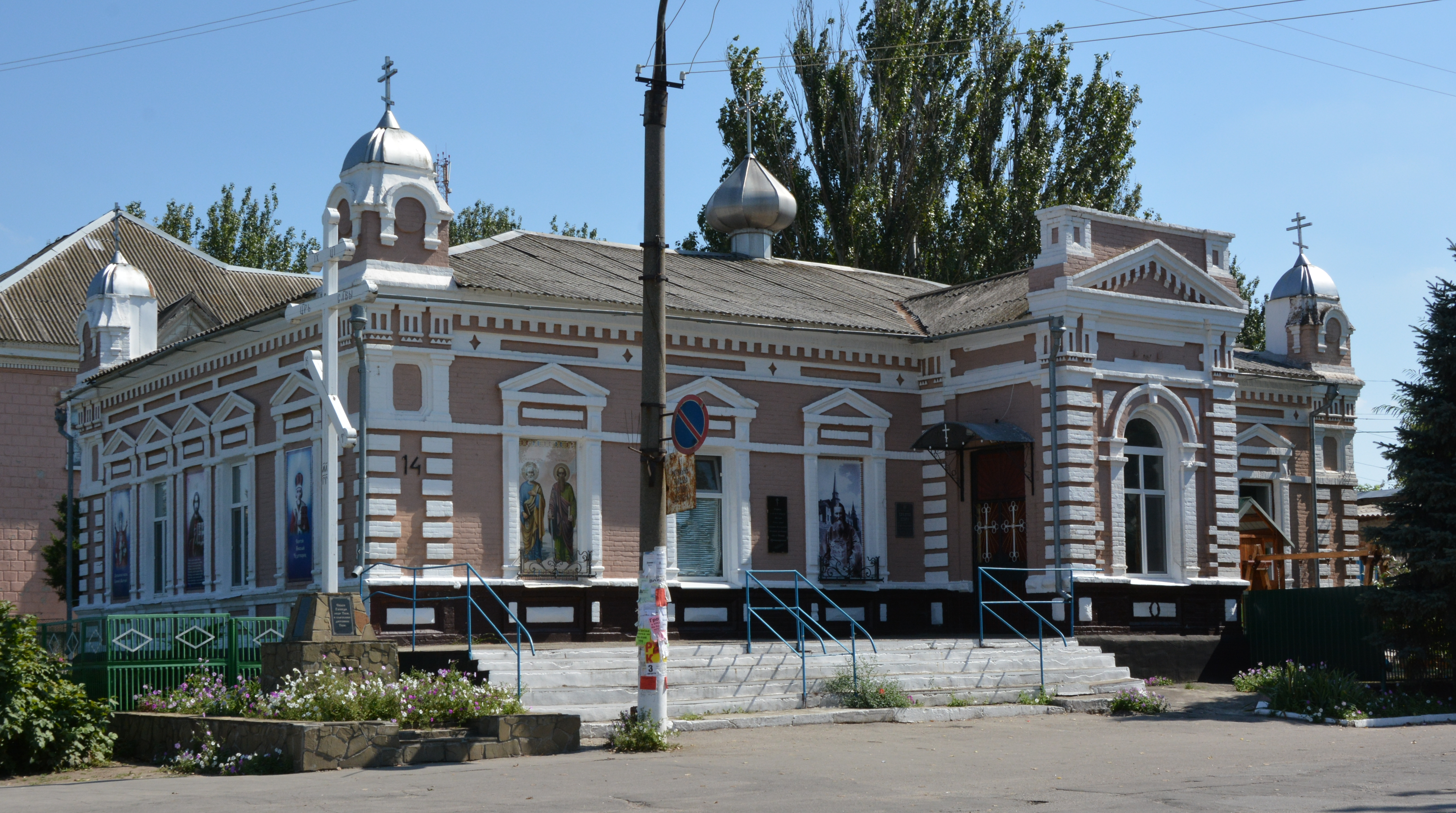
元学校
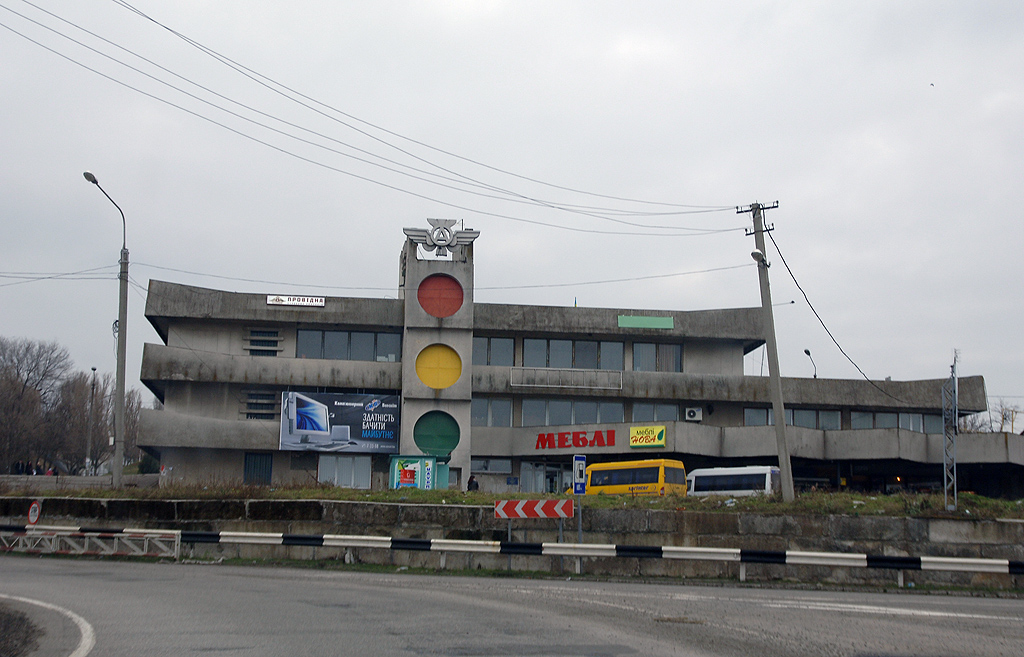
バス停
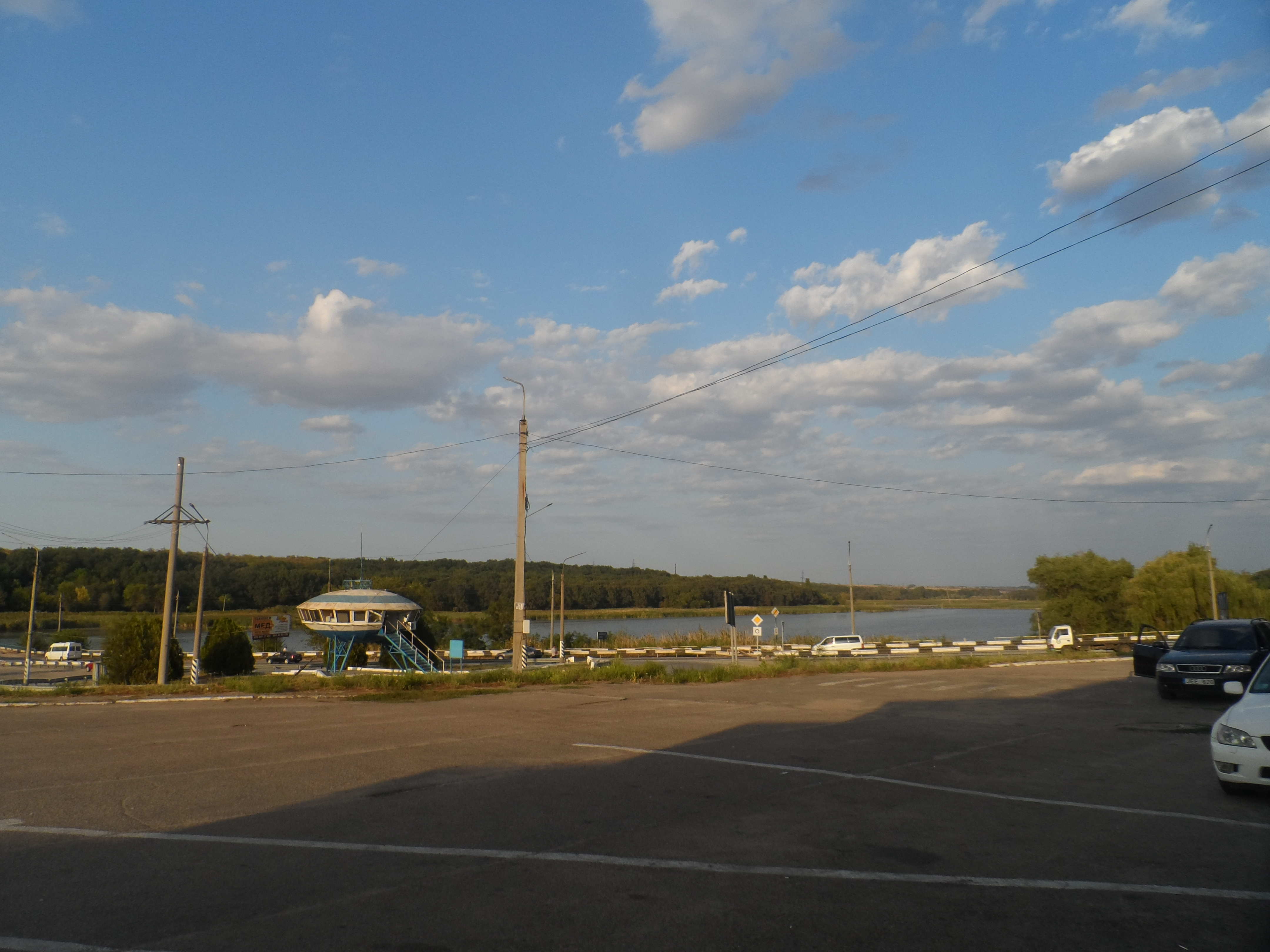